# Mimeresia ugandae
Mimeresia ugandae är en fjärilsart som beskrevs av Henry Stempffer 1954. Mimeresia ugandae ingår i släktet Mimeresia och familjen juvelvingar. Inga underarter finns listade i Catalogue of Life.